# Louis de La Motte Dariès
Louis de La Motte Dariès, décédé le 15 avril 1585, est un chef des Ligueurs en Provence. 

## Biographie
Louis de La Motte Dariès est consul de Marseille à Tunis de 1577 à 1581. Il est nommé deuxième consul de la ville de Marseille en 1584-1585. Profitant de l’absence du 1er consul Antoine d’Arène qui avait été appelé à la Cour, il veut faire adhérer la ville de Marseille à la ligue avec la complicité de Claude Boniface, capitaine du quartier de la Blanquerie, et de Charles de Casaulx. Le 8 avril 1585 il s'empare du fort Notre-Dame de la Garde. Le lendemain il déclenche un mouvement populaire pour faire adhérer Marseille à la ligue et accueillir dans la ville les troupes du ligueur Hubert de Vins. Le 10 avril 1585 il demande à tous les citoyens catholiques de mettre une croix blanche à leur chapeau et de dénoncer les religionnaires ; avec son complice Claude Boniface il exhorte la population à adhérer à la vraie religion.
Mais dès le 10 avril Dariès constate que son mouvement manque d'ampleur. En effet le véritable chef des ligueurs est François Bouquier dont les partisans mettent en déroute ceux de Dariès. Les hommes de Bouquier arrêtent Dariès au pied de la Tour Saint-Jean au moment où, avec Claude Boniface, il essayait d'embarquer sur une galère pour fuir Marseille. Dariès et Boniface sont jetés en prison.
Le gouverneur de Provence, grand prieur de France, Henri de Valois, accompagné d'une troupe et de l'évêque de Marseille Frédéric Ragueneau quitte Aix-en-Provence le 14 avril et arrive le soir même à l'hôtel de ville de Marseille ; il félicite Bouquier et lui dit « Mon ami, vous avez gagné une bataille au roi. » Dès le lendemain 15 avril 1585 Dariès et Boniface sont jugés, condamnés et pendus. Les deux cadavres seront décapités le lendemain et la tête de Dariès plantée sur un pieux à la porte Réal.